# Dimitrie Suceveanu

Dimitrie Suceveanu.

Dimitrie Suceveanu (n. 1816 sau 1820, Suceava – d. 1898, Iași) a fost un compozitor de muzică religioasă și psalt, autor a mai multor manuale de muzică religioasă.

## Biografie
Dimitrie Suceveanu s-a născut în anul 1816 sau după alte surse în anul 1820 în orașul Suceava. A urmat studii la "Școala de la Trei Ierarhi" și la Școala de cântăreți bisericești din Iași. A lucrat ca psalt la bisericile "Albă", "Sfântul Pantelimon", "Sfântul Ioan Gură de Aur" din Iași.
Ulterior a profesat ca protopsalt la Mitropolia din Iași (1844-1845), precum și ca profesor la Școala de cântăreți bisericești din Iași (1848-1890). A avut merite deosebite în popularizarea operei ieromonahului Macarie, reeditându-le cu unele modificări și adăugiri. În anul 1848 a retipărit trei cărți de "muzichie" și anume: Teoreticonul, Anastasimatarul și Irmologhionul.
Mai târziu au fost tipărite și alte lucrări de muzică psaltică ale lui Dimitrie Suceveanu: 
- Ideomelariu adekă Kântare pe singur glasul unit Ku Doksastariul (Partea I, II, III, Manastirea Neamțul, 1856);
- Idiomelariul (1857) care este opera principală a creației muzicale a lui Dimitrie Suceveanu;
- Doxastariul (în colaborare cu monahul Dosoftei de la Mănăstirea Neamț);
- Stihiră. Facerea lui D. Suceveanu, glas VI (1912);
- La 2 Februarie. Întâmpinarea Domnului. Slava laudelor, glas VI (1919);
- Slava Sf. Constantin, 21 Mai, glas V (1919).

A mai tipărit Prohodul Domnului și a compus multe alte cântări tipărite mai târziu și chiar atunci în colecțiile altor protopsalți, ca: heruvice, axioane, polieleie, anixandare etc.
A mai tradus din limba greacă lucrarea Psaltichia de Gheorghe Paraschiedes. A fost un bariton de excepție, fiind foarte apreciat de către Mitropolia Moldovei. De asemenea, a fost și traducător de compoziții psaltice. A înfrumusețat muzica psaltică și a creat o adevărată școală de psaltichie.

Placă cu numele lui Dimitrie Suceveanu încastrată în zidul Spitalului "Sf. Spiridon" din Iași.

În anul 1879, a donat o sumă importantă bolniței Spitalului "Sf. Spiridon" din Iași, numele său fiind imortalizat pe o placă de marmură încastrată în zidurile clădirii, alături de nume ilustre de domnitori și de mari boieri ai Moldovei. Pentru meritele sale, a primit titlul de Paharnic. Dimitrie Suceveanu a trecut la cele veșnice în anul 1898, în orașul Iași.
Tot el este si cel care va îmbrăca în ferecătură de argint și pietre prețioase Icoana Maicii Domnului cea nefăcută de mână numită și PRODROMIȚA. Ferecătura se distinge prin migala și finețea lucrăturii, fiind socotită una dintre cele mai reușite ale genului din timpurile recente.